# Джил Стовалл
Джил Стовалл (англ. Gil Stovall, 3 червня 1986) — американський плавець.
Учасник Олімпійських Ігор 2008 року.